# Wilhelm von Engerth
Wilhelm von Engerth, född 26 maj 1814, död 4 september 1884, var en österrikisk ingenjör.
Engerth var professor i maskinlära i Graz, och var konstruktör av lokomotiven för Semmeringbanan i Schweiz, den första bergbanan med stark stigning. Lok av den typen, System Engerth, kom senare till användning i många liknande banor. Engerth tog även verksam del i arbetet med Donauregleringen.